# 白接骨属
白接骨属（学名：Asystasiella）是爵床科下的一个属。该属共有3种，分布于热带亚洲和非洲。